# Fausto Bertinotti

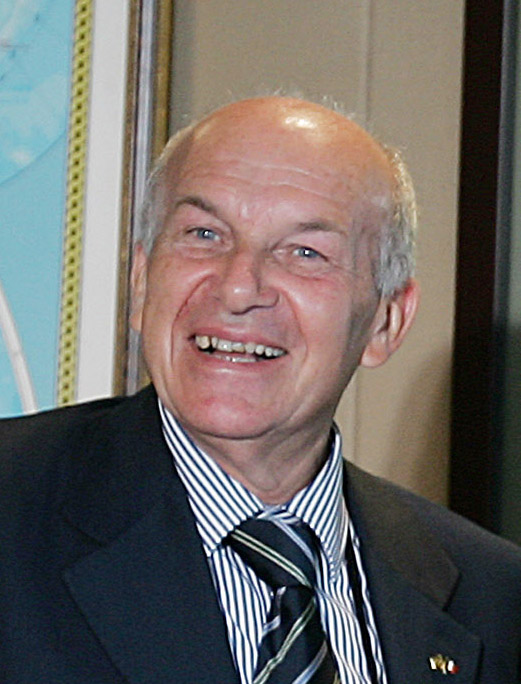
Fausto Bertinotti

Fausto Bertinotti (născut în 22 martie 1940 în Milano) este un politician italian, fost lider al Partito della Rifondazione Comunista (înlocuit de Franco Giordano), actualmente servind (din 29 aprilie 2006) ca președinte al Camerei Deputaților a Italiei. Fausto Bertinotti a fost și membru al Parlamentului European în perioada 1999 - 2004 din partea Italiei. 
1. ↑  Fausto Bertinotti, Munzinger Personen, accesat în 9 octombrie 2017
2. ↑  Autoritatea BnF, accesat în 10 octombrie 2015
3. 1 2  Deputații în Parlamentul European